# گراچاتس (ورنگاچکا بانگا)
گراچاتس (به صربی: Gračac) یک منطقهٔ مسکونی در صربستان است که در ورنگاچکا بانگا واقع شده‌است. گراچاتس ۳۴٫۳۴ کیلومتر مربع مساحت و ۱٬۸۳۳ نفر جمعیت دارد و ۲۶۴ متر بالاتر از سطح دریا واقع شده‌است.